# Clypeaster oliveirai
Clypeaster oliveirai is een zee-egel uit de familie Clypeasteridae.
De wetenschappelijke naam van de soort werd in 1952 gepubliceerd door Luiza Krau.